# Gabriel Garcia de Figueiredo
Gabriel Garcia de Figueiredo, terceiro barão de Monte Santo, (Nepomuceno,  14 de janeiro de 1816 — Mococa, 18 de novembro de 1895) foi um político, banqueiro, agricultor e pecuarista brasileiro.

## Biografia
Proprietário de diversas fazendas na atual microrregião de São João da Boa Vista, abrangendo os municípios de Casa Branca, Mococa, Cajuru, Altinópolis, Batatais, São Tomás de Aquino e São Sebastião do Paraíso. Suas principais propriedades  rurais foram denominadas Borda da Mata, nas terras da Alegria, Grama, Monte Santo e Jardim, em Casa Branca, tendo sido um dos maiores exportadores de café, da Província de São Paulo. Foi um dos fundadores do Banco Regional de Mococa.
Sucedeu seu cunhado, o Capitão José Gomes de Lima, como chefe do Partido Conservador, cargo que exerceu de 1866 até a proclamação da República. Foi vereador à Câmara Municipal de Casa Branca, nas gestões de  1852 a 1856 e de 1860 a 1864,  como representante da então Freguesia de São Sebastião da Boa Vista, hoje Mococa.
Foi um dos fundadores e grande benemérito da cidade de Mococa,  tendo sido eleito, em 1873, primeiro presidente da Câmara Municipal desta cidade, onde já exercera o cargo de juiz de paz. Em 1879, custeou sozinho a construção de um edifício destinado à instrução pública, doando-o ao governo provincial, no dia 25 de novembro de 1885. Católico fervoroso, prestou imensuráveis auxílios ao então pároco Padre Bento Monteiro do Amaral. Fez parte da comissão construtora do edifício da igreja matriz de Mococa, dedicada a São Sebastião.
Atendendo suas disposições e última vontade, a sua filha Carolina Emília de Figueiredo, dou à cidade de Mococa o "Hospital Dona Carolina de Figueiredo".

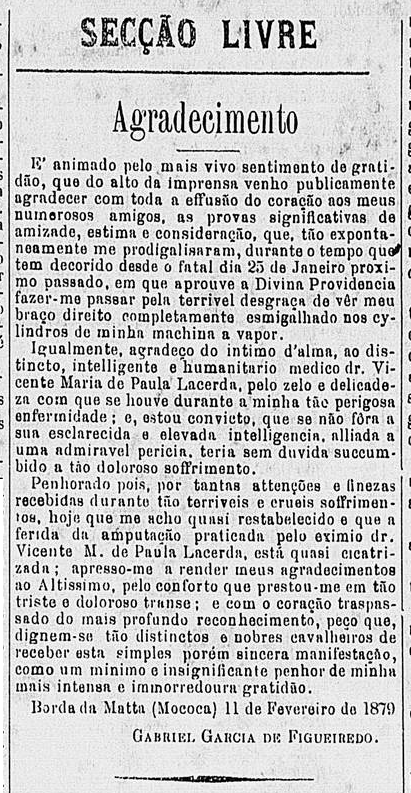

## Amputação
Em janeiro de 1879, Gabriel Garcia de Figueiredo sofreu um grave acidente em seu engenho de cana, tendo o braço direito puxado e esmagado pelos cilindros da máquina. Fez-se necessário a amputação do membro e a cirurgia coube ao então renomado médico radicado em Campinas, Dr. Vicente Maria de Paula Lacerda. 
Na época, a notoriedade do caso foi tamanha que o jornal Correio Paulistano emitia notas sobre o caso e cedeu espaço para o agradecimento do próprio Gabriel Garcia de Figueiredo evidenciando o sucesso do procedimento cirúrgico e atestando a sua boa recuperação no pós-operatório. 
Durante muitos anos esta informação não chegou ao conhecimento dos mocoquenses, sendo o caso guardado a sete chaves e publicado no jornal Cidade News pelo pesquisador Maycon Alves em novembro de 2023, mediante consultas e levantamento de fontes, com evidente prova do ocorrido.    

## Ascendência
O terceiro Barão de Monte Santo foi o décimo segundo filho do Capitão Diogo Garcia da Cruz e de Inocência Constância de Figueiredo; sendo neto paterno de Mateus Luís Garcia e de Maria Francisca de Jesus; e neto materno do Capitão-Mor José Álvares de Figueiredo – o fundador de Boa Esperança – e de Maria Vilela do Espírito Santo, que por sua vez era filha do Capitão Domingos Vilela e de Maria do Espírito santo e, por esta, neta de Diogo Garcia e de Júlia Maria da Caridade, uma das célebres Três Ilhoas.

## Descendência
Em 30 de novembro de 1839, na ermida do Jaborandi, em Altinópolis, casou-se com sua sobrinha Maria Carolina de Figueiredo - filha de seu irmão Joaquim Garcia de Figueiredo e de Jacinta Carolina dos Reis – nascida a 18 de julho de 1828 e falecida a 18 de outubro de 1891, em Mococa
Deste casamento, houve 7 filhos:
- Maria Cândida de Figueiredo casou-se com João Batista de Barros Leite,
- Ana Jacinta de Figueiredo casou-se com Urias Gonçalves dos Santos, Comendador da Ordem da Rosa, que foram pais, dentre outros, de:
  - Iria Leopoldina de Figueiredo que casou-se com Rogério O’Connor de Camargo Dauntre, sendo pais de:
    - Ricardo Gumbleton Daunt
- Carolina Emília de Figueiredo casou-se com seu primo paterno capitão José Joaquim de Figueiredo, filho de José Caetano de Figueiredo e de Ana Jacinta Garcia de Figueiredo –"’’Tia Senhora’’",  (irmã do Barão),
- Mariana Leopoldina de Figueiredo, nascida em 1848 e falecida solteira, em 11 de abril de 1895,
- Joaquim Silvério de Figueiredo nascido a 20 de junho de 1858, casou-se com sua prima Mariana Cândida de Figueiredo (1º casamento desta), filha de José Gomes de Figueiredo e de Mariana Leopoldina de Figueiredo, neta paterna do Capitão José Gomes de Lima e de Maria Constância de Figueiredo (irmã do Barão) e neta materna de Mateus Justino de Figueiredo (irmão do barão) e de Mariana Inocência de Figueiredo.
- José Gabriel de Figueiredo casou-se, a primeira vez, com Carolina Augusta de Figueiredo e a segunda vez com Iria Gonçalves dos Santos,
- Maria Pia de Figueiredo casou-se com o Tenente-Coronel Custódio Fernandes Pinheiro.

## Título nobiliárquico e honrarias
- Terceiro Barão de Monte Santo [4]

Pelo Decreto de 19 de dezembro de 1885, o Imperador D. Pedro II, reconhecendo seus méritos pelos inúmeros serviços prestados à Nação, outorgou a Gabriel Garcia de Figueiredo, o título de Barão de Monte Santo.
Foi o 3º Barão de Monte Santo. Ao contrário do que se pensa, este título não tem nenhuma relação ou referência à cidade de Monte Santo de Minas, próximo à Mococa, pois o mesmo foi criado em 11 de novembro de 1846 e a cidade de Monte Santo de Minas, ainda não existia, tendo sido fundada apenas em 1890. Este título é toponímico sim, mas em homenagem a Monte Santo na Bahia.
Barão de Monte Santo, foi um título nobiliárquico criado por D. Pedro II do Brasil, em 11 de novembro de 1846 a favor de Luís José de Oliveira Mendes, (Salvador, 21 de junho de 1779—21 de março de 1851) primeiro Barão de Monte Santo, posteriormente concedido a Joaquim Simões de Paiva, (Mata de São João, 22 de dezembro de 1880 — ?) segundo Barão de Monte Santo e por fim concedido a Gabriel Garcia de Figueiredo,(Nepomuceno, 14 de janeiro de 1816 — Mococa, 18 de novembro de 1895) terceiro Barão de Monte Santo.
- Foi Comendador da Imperial Ordem de Nosso Senhor Jesus Cristo e Tenente-Coronel da Guarda Nacional